# Hector Gratton
Pour les articles homonymes, voir Gratton.
Hector Gratton, né Joseph Thomas Hector Gratton, le 13 août 1900 à Hull et mort le 16 juillet 1970 à Montréal, est un compositeur, arrangeur, chef d'orchestre, pianiste et professeur de musique québécois. 

## Biographie
Hector Gratton fut l'élève d'Alphonse Martin et d'Alfred La Liberté. Il fut influencé par le style musical des compositeurs Nikolaï Medtner and Alexandre Scriabine.
Il composa plusieurs œuvres pour orchestre, de la musique de chambre, des études pour piano et pour piano solo ainsi qu'une musique de film. Il appréciait particulièrement le style musical populaire et folklorique.
En 1937, son poème symphonique "Légende" a remporté le Prix de composition Jean-Lallemand qui a conduit à la création de l'œuvre cette même année par l'Orchestre symphonique de Montréal sous la direction de Wilfrid Pelletier. 
En 1949, il composa la musique du film canadien Un homme et son péché réalisé par Paul Gury et scénarisé par Claude-Henri Grignon.
Plus tard, il compose la musique de la chanson à succès « Je me souviens » chanté par Félix Leclerc. Lors de sa mort, en 1970, son nom fut associé au Centre de musique canadienne à titre posthume. Plusieurs de ses œuvres originales sont conservées à la Bibliothèque et Archives Canada d'Ottawa.